# La Bouche
A La Bouche (franciául: „a száj”) egy német eurodance/dance pop duó volt, amit Frank Farian producer alapított 1994-ben. A formációt Lane McCray és Melanie Thornton alkotta. Nemzetközi ismeretségüket és sikereiket az 1990-es évek közepén a Sweet Dreams és a Be My Lover alkotásaikkal érték el.

## Története
Az 1994-ben kiadott bemutatkozó albumuk, a Sweet Dreams óriási sikereket aratott. Majd az ezt követő 1995-ben kiadott Be My Lover című dalukkal meghódították a Német és Ausztrál toplisták első helyét, emellett pedig 14 európai országban is szerepelt az első 10 között, valamint a Diszkópatkányok című filmben is hallható volt. Melanie Thornton 2000-ben kilépett a formációból, hogy szólókarrierbe kezdhessen, meg is jelent első szólóalbuma „Love How You Love Me” címmel. Melanie „Wonderfull Dream” című dala a Coca-Cola karácsonyi reklámjának a zenéje. Melanie helyét Natacha Wright vette át. Az új felállás azonban nem aratott sikereket, mindössze 1 dal jelent meg az All I Want  ezért Farian lemondott az együttesről. Melanie Thornton „Ready To Fly” című  újra kiadott albumát promotálta amikor 2001. november 24-én Zürich közelében halálos repülőgép-balesetet szenvedett a Passion Fruit tagjaival. McCray az In Your Life című dalt Melanie emlékének ajánlotta amihez klip is készült Melanie régi klipjeiből.

## 2014-napjaink
2014-ben új énekesnő érkezik a La Bouche-ba Dana Rayne személyében.Az első dal ami a"Raise The Bar" Dana hangjával jelent volna meg de ismét tagcsere következett be a La Bouche életében és egy régi tag tért vissza Kayo Shekoni.
2015 végén a La Bouche választása egy magyar énekesnőre esik Farkas Zsófi, alias Sophie Cairo személyében.

## Diszkográfia

### Albumok
- 1995 Sweet Dreams
- 1996 All Mixed Up
- 1997 A Moment of Love
- 1998 S.O.S
- 1999 Best of '99
- 2002 The Best of La Bouche
- 2007 Greatest Hits
- 2022 Greatest Hits

### Kislemezek
- 1994 Sweet Dreams (Hola Hola E)
- 1995 Be My Lover
- 1995 Fallin’ in Love
- 1995 I Love to Love
- 1996 Forget Me Nots
- 1996 Megamix
- 1996 Bolingo
- 1997 You Won’t Forget Me
- 1998 A Moment of Love
- 1999 S.O.S
- 2000 All I Want
- 2002 In Your Life (Melanie emlékére)

## Külső hivatkozások
- http://labouche.info/ Archiválva 2009. február 25-i dátummal a Wayback Machine-ben
- La Bouche információk (angolul) Archiválva 2011. szeptember 26-i dátummal a Wayback Machine-ben